# Help (commande)
Pour les articles homonymes, voir Help.
En informatique, help est une instruction qui permet d'accéder à l'aide sur les autres commandes. Cette instruction est disponible avec l'interpréteur de commande de nombreux systèmes. Avec les systèmes Unix et GNU/Linux on utilise la commande man pour obtenir de l'aide sur les autres instructions.